# 2015 у Тернополі
| Роки в Тернополі: ← · 2000 · 2001 · 2002 · 2003 · 2004 · 2005 · 2006 · 2007 · 2008 · 2009 · 2010 · 2011 · 2012 · 2013 · 2014 · 2015 · 2016 · 2017 · 2018 · 2019 · 2020 · 2021 · 2022 · 2023 · 2024 Див. також: XIX століття · XX століття |

- 475 років з часу заснування міста Тернополя (1540).

## Річниці

### Річниці заснування, утворення
- 10 березня — 105 років тому (1910) в Тернополі вперше в Україні перевидано «Русалку Дністрову».
- 15 квітня — 75 років тому (1940) відкрито Тернопільський національний педагогічний університет імені Володимира Гнатюка.
- 28 травня — 20 років тому (1995) відкрито пам'ятник Іванові Франку.
- 1 вересня — 55 років тому (1960) відкрито Тернопільський національний технічний університет імені Івана Пулюя.
- 18 жовтня — 100 років з дня заснування «Тернопільських театральних вечорів» (1915).
- 18 жовтня — 85 років Тернопільському академічному обласному драматичному театру імені Т. Г. Шевченка (1930).
- 1 листопада — 35 років тому (1980) відкрито Тернопільський театр актора і ляльки.
- 22 грудня — 145 років від дня введення в експлуатацію Тернопільської залізничної станції (1870).
- 25 грудня — 40 років з дня пуску першого тролейбуса в Тернополі.

### Річниці від дня народження
- 12 січня — 135 років від дня народження українського композитора, диригента, педагога Василя Безкоровайного (1880—1966).
- 10 березня — 75 років від дня народження українського мистецтвознавця, педагога, культурного діяча Ігоря Дуди (нар. 1940).
- 17 березня — 130 років від дня народження українського письменника, журналіста, етнографа Франца Коковського (1885—1940).
- 1 квітня — 265 років від дня народження філософа, просвітителя, громадського діяча Гуго Коллонтая (1750—1812).
- 1 квітня — 110 років від дня народження українського диригента, режисера, педагога, композитора Богдана Сарамаґи (1905—1975).
- 17 квітня — 60 років від дня народження української драматичної акторки, співачки (сопрано) Наталі Маліманової (нар. 1955).
- 5 травня — 160 років від дня народження української драматичної артистки і співачки (сопрано) Антоніни Осиповичевої (1855—1926).
- 31 травня — 110 років від дня народження українського художника Андрія Наконечного (1905—1983).
- 1 серпня — 90 років від дня народження українського поета, перекладача Петра Тимочка (1925—2005).
- 16 жовтня — 90 років від дня народження художника, реставратора Діонізія Шолдри (1925—1995).
- 13 листопада — 145 років від дня народження академіка, вченого-правника, політичного діяча Станіслава Дністрянського (1870—1935).

## Події

### Січень
- 11 січня — день жалоби за бійцем полку особливого призначення «Азов» Національної гвардії України Павлом Басом[1].
- 18 січня — понад тисячу тернополян взяли участь у Марші Миру, який розпочався від Акрхікатедрального собору Непорочного Зачаття Пресвятої Богородиці до Хреста в парку ім. Т. Шевченка, де відбулася спільна молитва за Мир в Україні та освячення води[2].
- 19 січня
  - у день Богоявлення Господнього священнослужителі християнських церков здійснили чин освячення води на водопровідних насосних станціях комунального підприємства «Тернопільводоканал»[3].
  - відбувся міський конкурс «Феєрія новорічного міста». Перше місце за найкраще оформлення ялинки «Зелена Модниця» отримали Тернопільська ЗОШ № 2 та ательє «MariS», за оформлення зовнішнього вигляду оселі «Настрій дарований серцем» — ПП «Східний масив» і Тернопільський НВК «Школа-колегіум Патріарха Йосифа Сліпого», за оформлення вітрин «Карнавал прикрас» — ТНЕУ та Тернопільська спеціалізована ЗОШ з поглибленим вивченням основ економіки, за оригінальне оформлення закладу «Настрій дарований серцем» — ПП "Фабрика меблів «Нова» та Тернопільська ЗОШ № 4[4].
  - подяки міського голови із врученням грошового сертифікату за оригінальне представлення Різдвяної шопки у храмах міста отримали Архікатедральний Собор Непорочного Зачаття Пресвятої Богородиці (УГКЦ), церква Ікони Божої Матері «Скоропослушниці» (УПЦ КП), церква Святого Апостола Петра УГКЦ, церква Святого Великомученика Пантелеймона Цілителя (УГКЦ), на найкращий макет різдвяної шопки «Різдвяне диво» — колектив учнів 9-Б класу Тернопільської спеціалізованої школи № 17 та колектив учнів Тернопільської ЗОШ № 20[5].
- 22 січня
  - з нагоди Дня Соборності України на Микулинецькому кладовищі біля могили Січових стрільців відбувся молебень, який відправили священнослужителі християнських церков на чолі з митрополитом Тернопільсько-Зборівським УГКЦ Василієм Семенюком та покладання квітів. У Українському домі «Перемога» пройшла урочиста академія та концерт «Єднаймося, браття»[6].
  - міський голова Сергій Надал зустрівся із групою іспанських бізнесменів із міста Мурсія[7].
  - у Тернопільському краєзнавчому музеї нагородили лауреатів Всеукраїнської літературно-мистецької премії імені Братів Богдана і Левка Лепких за 2014 рік: Оксану Ваврик, Тернопільську обласну школу мистецтв, Івана Максиміва та Богдана Ничика[8].
- 25 січня — у Тернопільській обласній філармонії відбулася презентація книги-монографії Михайла Шевченківа (о. Михайла пастуха) «Бог і Шевченко»[9].
- 27 січня — пленарне засідання п'ятдесят п'ятої сесії Тернопільської міської ради.
- 29 січня — депутати міської ради прийняли бюджет Тернополя на 2015 рік, бюджет на 23 % більший, ніж у 2014 році[10].
- 29 січня — Михайло Корда обраний ректором Тернопільського державного медичного університету імені І. Я. Горбачевського[11].
- 29—30 січня — засідання секції з питань соціального захисту Асоціації міст України, на зустріч приїхали представники з усієї України та представник Міністерства соціальної політики Віталій Музиченко.[12]

### Лютий
- 2—4 лютого — дні жалоби за загиблими військовослужбовцями Юрієм Наливайчуком, Павлом Римарем, Назарієм Сикліцким[13].
- 2—13 лютого — в Українському Домі «Перемога» діяла виставка Віктора Гурняка «Від Майдану до Війни».[14]
- 10 лютого — позачергова сесія Тернопільської міської ради, на якій депутати прийняли рішення про прийняття в комунальну власність залізничної лікарні та затвердили угоду між обласною та міською радами про співфінансування даного закладу[15] та позбавила депутатських повноважень висуванців Партії Регіонів[16].
- 10—11 лютого — дні жалоби за Олександром Орляком[17].
- 13 лютого — стартував перший етап проекту «100 кращих тернополян» [Архівовано 4 жовтня 2017 у Wayback Machine.][18]
- 22 лютого — на Театральному майдані відбулося Віче пам'яті за загиблими героями Небесної сотні[19]
- 27 лютого
  - похорон предстоятеля Української автокефальної православної церкви митрополита Мефодія (1949—2015) на подвір'ї церкви Різдва Христового.
  - депутати Тернопільської міської ради прийняли рішення про присвоєння комунальній установі — Тернопільській музичній школі № 2 імені Михайла Вербицького[20].

### Березень
- 9 березня — урочиста академія, покладання квітів до пам'ятника, концерти та інші культурно-мистецькі заходи з нагоди 201-ї річниці від дня народження Тараса Шевченка.
- 10 березня — похорон старшого водія роти матеріального забезпечення 128-ї гірсько-піхотної бригади Віталія Лотоцького.
- 20 березня — матч 18-го туру чемпіонату України з футболу 2014—2015: перша ліга між ФК «Тернопіль» та МФК «Миколаїв» на тернопільському міському стадіоні.
- 21—22 березня — змагання Кубка України з фрі-файту дивізіону Аматор та першого туру Чемпіонату України дивізіону Еліта в розділі ММА.
- 29 березня — вулицями центральної частини міста пройшла кільканадцятитисячна Хресна дорога[21].
- 31 березня — пленарне засідання п'ятдесят п'ятої сесії Тернопільської міської ради.

### Квітень

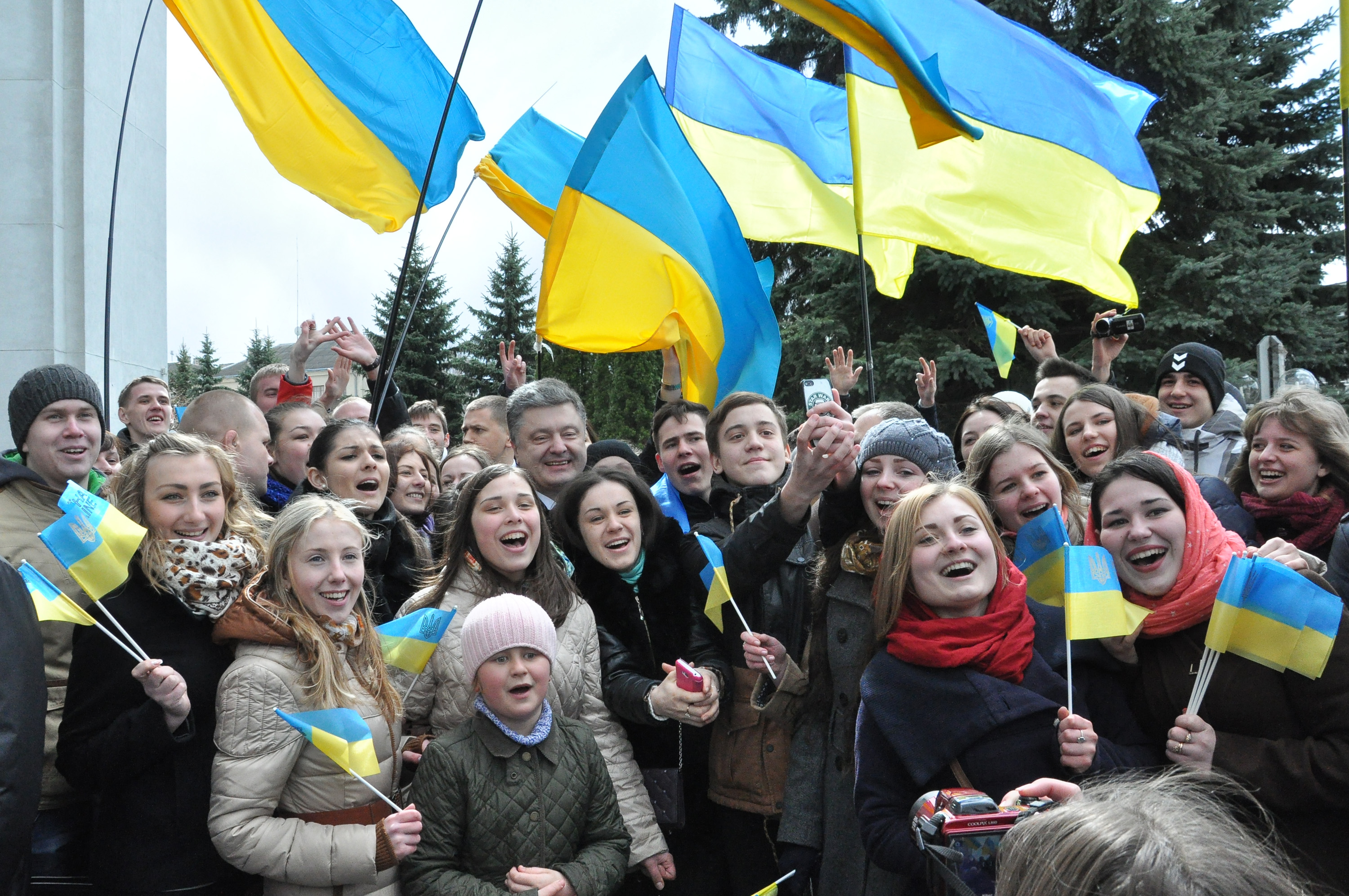
Президент України Петро Порошенко під час візиту до Тернополя 2 квітня 2015 року. Фото зі студентами Тернопільського національного педагогічного університету перед входом у Тернопільську обласну державну адміністрацію.

- 2 квітня — Тернопіль із робочим візитом відвідав Президент Петро Порошенко, який представив нового голову Тернопільської ОДА Степана Барну, виступив у [[Тернопільський національний педагогічний університет імені Володимира Гнатюка|Тернопільському педагогічному університеті ім. Володимира Гнатюка]], відвідав родину військовослужбовця Дмитра Мерзлікіна[22].
- 8 квітня — у парку імені Тараса Шевченка посадили понад 70 екзотичних дерев[23].
- 14 квітня — в Українському Домі «Перемога» відкрилася виставка молодих художників Тернополя[24].
- 15 квітня — у 475-ту річницю з часу заснування міста тернополяни започаткували створення Музею міста Тернополя, який буде діяти у підземеллях Тернопільського замку[25].
- 17 квітня — у Тернопільській ЗОШ № 13 провели вечір-реквієм та відкрили куток пам'яті героя. — матч ФК «Тернопіль» — ФК «Зірка» закінчився перемогою гостей з рахунком 1:4.
- 17—19 квітня — у Тернополі проходив мистецький фестиваль «Ї».
- 28 квітня — у парку ім. Тараса Шевченка неподалік острівка «Чайка» біля центральних фонтанів висадили Алею миру із платанів. Акцію ініціювали активісти громадської організації «Файне місто» за підтримки міської ради та меценатів допомогли із придбанням саджанців[26].

### Травень
- 8 травня — у Старому Парку біля скульптури «Материнський поклик» провели мітинг-реквієм і панахиду за загиблими у Другій світовій війні, панахиди і покладання квітів відбулися на Микулинецькому цвинтарі: на могилі жертв сталінських репресій, похованнях радянських воїнів та військових, які загинули на Сході України[27].
- 19 травня — за дещо незвичних обставин відбулося затримання одного з заступників міського голови, обшук у кабінетах та пожежа в підвальному приміщенні Тернопільської міської ради[28].
- 29 травня — свято останнього дзвоника.
- 29 травня — відбувся міжнародний турнір із фрі-файту.

### Червень
- 26—28 червня — фестиваль «Студентська республіка»[29].

### Липень
- 26 липня — вулицями міста пройшла молитовна хода «Стації Митрополита Андрея» в рамках відзначення Року Андрея Шептицького в Тернопільській області.

### Серпень
- 17 серпня — День вулиці Івана Франка.
- 20 серпня — Національний банк України ввів у обіг ювілейні монети 475 років першій писемній згадці про м. Тернопіль (звичайну та срібну.
- 23 серпня — урочисті заходи з нагоди Дня Державного Прапору України: освячення і підняття прапора, покладання квітів до пам'ятників Тарасові Шевченко, Іванові Франку, Ярославові Стецьку та інших; хода і концерт фольклорних колективів у рамках «Фольк-фесту в Тернополі».
- 25 серпня — на Сонячному масиві відкрили відремонтований бульвар Дмитра Вишневецького з новим фонтаном.

### Вересень
- 20 вересня — в парку імені Тараса Шевченка відбувся перший Всеукраїнський профорієнтаційний захід для дітей «Місто професій», яке відвідала Марина Порошенко. Також у Тернополі започаткована своєрідна фотокнига миру.

### Жовтень
- 14 жовтня — розпочався прийом заявок у патрульну поліцію Тернополя[30].
- 25 жовтня — вибори міського голови і депутатів Тернопільської міської ради. Головою міста переобраний Сергій Надал.

### Листопад
- 4 листопада — закінчився прийом заявок у патрульну поліцію Тернополя, загалом подано 4630, з яких планують відібрати тільки 200 найкращих[31].
- 11 листопада — перше пленарне засідання Тернопільської міської ради сьомого скликання[32].

### Грудень
- 10 грудня — Тернопіль відвідав Верховний архієпископ Києво-Галицький, митрополит Київський — предстоятель Української греко-католицької церкви Святослав (Шевчук): після молебню в Архікатедральному соборі Непорочного Зачаття Пресвятої Діви Марії Блаженніший освятив барельєф Митрополитові Андрею Шептицькому на фасаді Тернопільська українська гімназія ім. І. Франка.

## З'явилися
- З кінця січня на базі колишньої 11-ї гвардійської артилерійської бригади дислокується 44-та окрема артилерійська бригада ЗСУ[33].
- 24 лютого — на фасаді Тернопільського кооперативного торговельно-економічного коледжу відкрили пам'ятну дошку Назару Войтовичу (скульптор Роман Вільгушинський)[34].
- 17 березня — у Тернопільському державному медичному університеті відкрили музей Леоніда Ковальчука.
- 27 березня — на фасаді Тернопільської обласної експериментальної школи мистецтв відкрито меморіальну дошку Ігореві Ґереті, яку освятив митрополит Тернопільсько-Зборівський Василь (Семенюк)[35].
- 9 квітня
  - рішенням сесії Тернопільської обласної ради № 1942 надано статус об'єкта природно-заповідного фонду Скверу Кобзаря.
  - на Архікатедральний собор Непорочного Зачаття Пресвятої Богородиці встановили годинник, який подібний до того, що існував до Другої світової війни[36].
- 24 травня — на території Галицького коледжу імені В'ячеслава Чорновола архієпископ і митрополит Тернопільсько-Зборівський Василь (Семенюк) освятив студентську церкву Покрови Пресвятої Богородиці УГКЦ.
- 3 червня — на фасаді Технічного коледжу ТНТУ (на вул. Леся Курбаса) встановили й освятили пам'ятну дошку Вікторові Гурняку[37].
- 26 серпня — на масиві «Дружба» відкрили Парк Здоров'я.
- 1 вересня — на розі гідропарку «Топільче» встановили перший пам'ятник уродженцеві міста, скульптуру Славка Луцишина[38].

## Особи

### Померли
- 7 січня — боєць полку особливого призначення «Азов» Національної гвардії України Павло Бас, похований на Микулинецькому кладовищі 11 січня.
- 1 лютого — військовослужбовці 6-го окремого мотопіхотного батальйону 128-ї гірсько-піхотної бригади (раніше 6-й БТО Тернопільської області «Збруч») Юрій Наливайчук, Павло Римар, Назарій Сикліцкий, які загинули під час пожежі та вибуху складу боєприпасів на території старої ферми у польовому таборі ЗСУ поблизу с. Преображенка Херсонської області, поховані на «Алеї Героїв» на Микулинецькому кладовищі 6 лютого.
- 6 лютого — командир гармати 128-ї гірсько-піхотної бригади Олександр Орляк (нар. 6 вересня 1990), загинув під час виконання бойового завдання поблизу Дебальцевого, похований на «Алеї Героїв» на Микулинецькому кладовищі 11 лютого.
- 7 лютого — заслужений машинобудівник України, колишній директор Тернопільського комбайнового заводу Михайло Данильченко[39].
- 16 лютого — старший водій роти матеріального забезпечення 128-ї гірсько-піхотної бригади Віталій Лотоцький, похований на «Алеї Героїв» на Микулинецькому кладовищі.
- 6 березня — український архівіст, краєзнавець Любомира Бойцун, похована на Микулинецькому кладовищі.
- 19 травня — український поет, публіцист, редактор, громадський діяч Євген Безкоровайний.
- 3 червня — український вчений у галузі педагогіки Михайло Фіцула, похований на Підгороднянському кладовищі 4 червня.
- 15 червня — боєць 8-ї окремої роти Добровольчого українського корпусу «Правий сектор» Віктор Стефанович, похований на «Алеї Героїв» на Микулинецькому кладовищі 20 червня.